# モンテフィオーレ・コンカ
モンテフィオーレ・コンカ（伊: Montefiore Conca）は、イタリア共和国エミリア＝ロマーニャ州リミニ県にある、人口約2,300人の基礎自治体（コムーネ）。

## 地理

### 位置・広がり
リミニ県南東部のコムーネ。
サンマリノ市から東南東へ14km、県都リミニから南へ20km、ペーザロから西へ25kmの距離にある。

#### 隣接コムーネ
隣接するコムーネは以下の通り。括弧内のPUはペーザロ・エ・ウルビーノ県所属を示す。
- サッソコルヴァーロ・アウディトーレ (PU アウディトーレ)
- ジェンマーノ
- モンダイーノ
- モルチャーノ・ディ・ロマーニャ
- サルデーチョ
- サン・クレメンテ
- タヴォレート (PU)

### 気候分類・地震分類
モンテフィオーレ・コンカにおけるイタリアの気候分類 (it) および度日は、zona E, 2650 GGである。
また、イタリアの地震リスク階級 (it) では、zona 2 (sismicità media) に分類される。

## 行政

### 分離集落
以下の分離集落（フラツィオーネ）がある。
- Borgo Pedrosa, La Falda, Levola, San Felice, San Gaudenzio, Serbadone, Serra di Sopra, Serra di Sotto

## 文化・観光
「イタリアの最も美しい村」クラブ加盟コムーネである。